# Abel Azcona

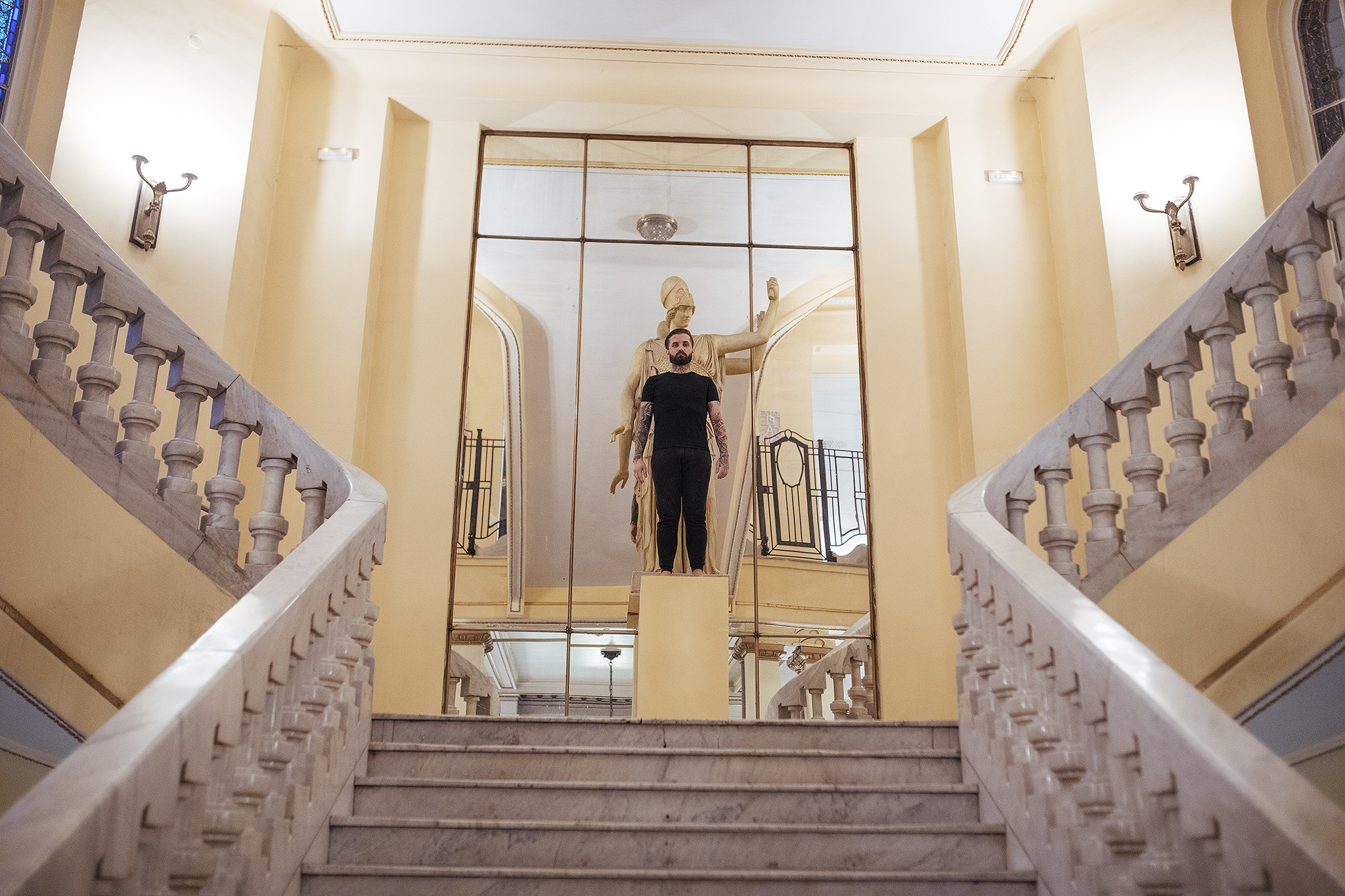
La Mort de l'Artiste d'Abel Azcona dans le Cercle de Beaux-Arts de Madrid.

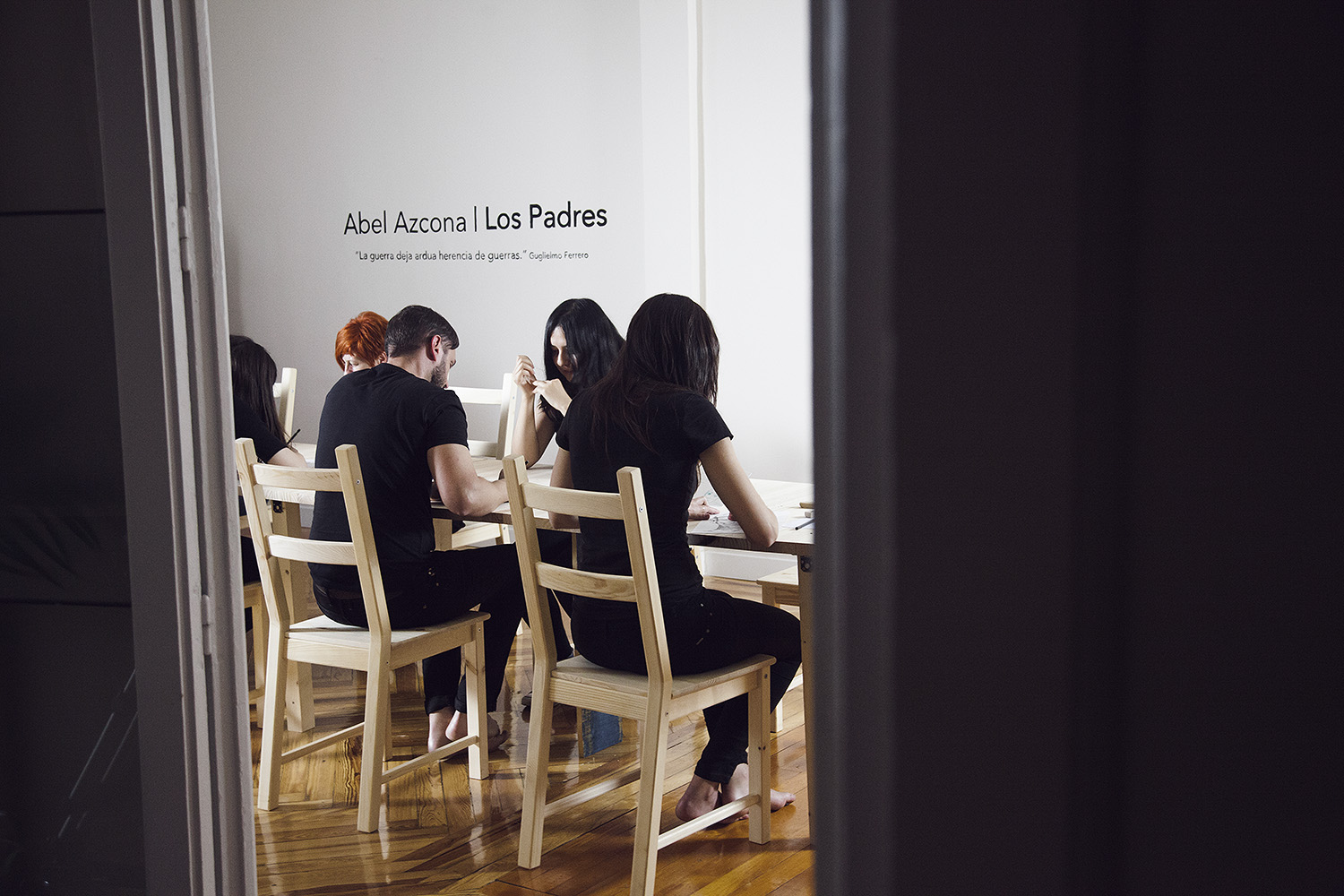
Les Pères de Azcona réalisée à Madrid.

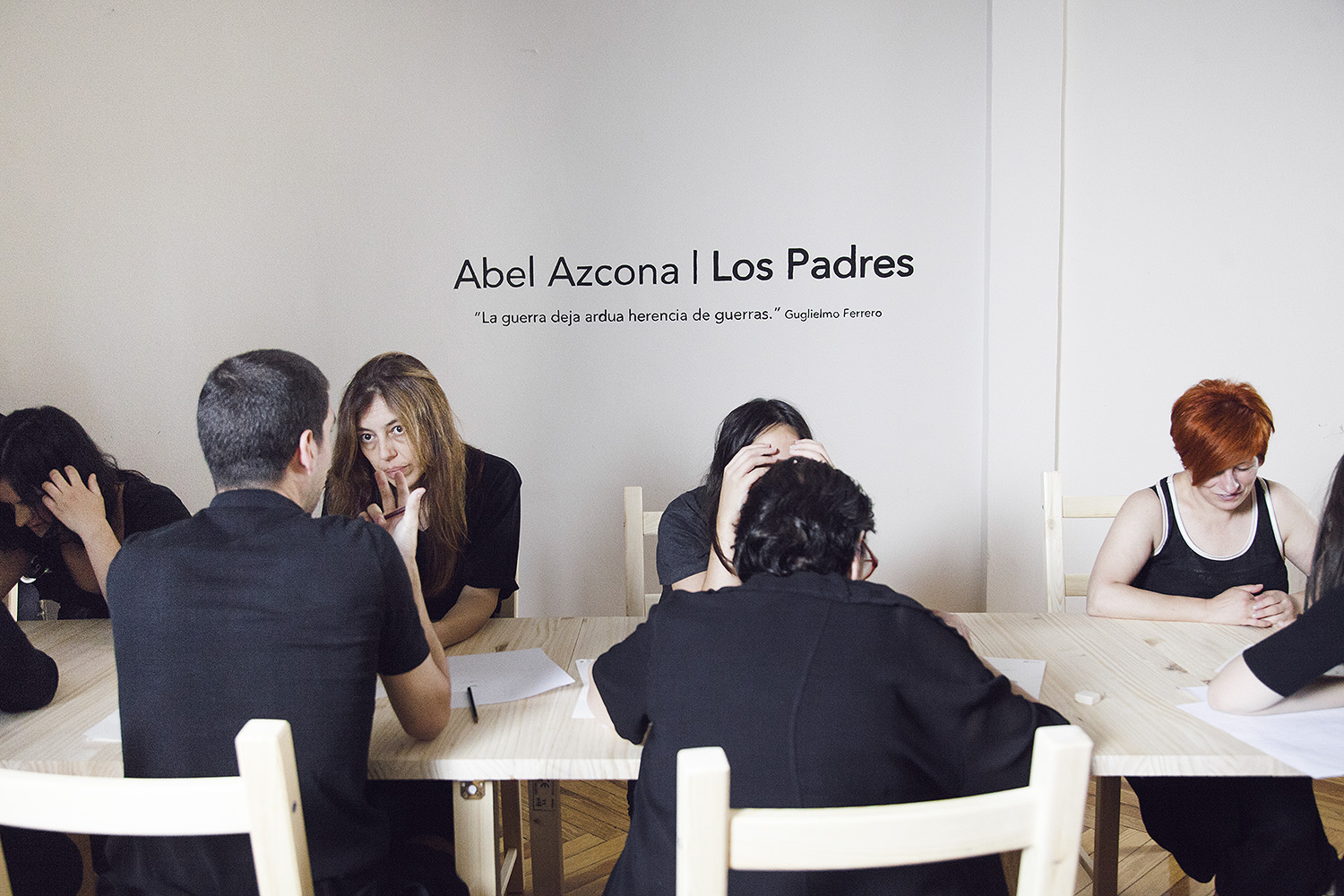
Les Pères de Azcona réalisée à Madrid.

Abel Azcona (Madrid, 1er avril 1988) est un artiste espagnol spécialisé dans les actions artistiques.

## Biographie
Son travail, à l'aspect autobiographique marqué, se manifeste dans des supports artistiques qui naissent de la performance et évoluent dans des installations, sculptures, art vidéo, peinture ou écriture, avec des œuvres littéraires d´essais, vers des textes littéraires ou mémoriels. Ses premières œuvres portaient sur l'identité personnelle, la violence et les limites de la douleur, évoluant vers des œuvres de nature critique, politique et sociale,.
Son travail a été exposé dans des expositions et des galeries à travers le monde, obtenant une projection internationale à l'Arsenal de Venise, à la Biennale d'art asiatique de Dacca et Taipei, à la Biennale de Lyon, au Miami International Performance Festival, à la Biennale d'art vivant du Bangladesh,,. De plus, Azcona est présent dans divers musées et centres culturels nationaux et internationaux tels que le Center for Contemporary Art de Malaga, le Musée d'Art Moderne de Bogota, le Musée Leslie Lohman de New York ou le Cercle de Beaux-Arts de Madrid,,,,. Le Musée d'Art Contemporain de Bogota lui a consacré une exposition rétrospective en 2014,.

## Publications
- Solstice d'hiver, de Abel Azcona, éd. Stolon. 2014.  (ISBN 978-1938022715).
- Indésirable, de Abel Azcona, éd. Museo de Arte Contemporáneo de Bogotá. 2014. ISSN 1909-3543.
- Le ciel en mouvement de Pedro Almodovar et Abel Azcona, éd. Dos Bigotes. 2015.  (ISBN 978-8494967443).
- Les heures de Abel Azcona, éd. Maretti. 2016.  (ISBN 978-8898855490).
- Essais d'art contemporain de plusieurs auteurs, éd. Plataforma de Arte Contemporáneo. 2017.  (ISBN 978-8494232190).
- Curatelles. Visions contemporaines de plusieurs auteurs, éd. Museo de Arte Contemporáneo de Bogotá. 2017.  (ISBN 978-958-763-198-2).
- Manifiesto de plusieurs auteurs, éd. Con-Tensión Editorial. 2018.
- Présomption de l'artiste comme sujet radical et désobéissant, tant dans la vie que dans la mort de Abel Azcona, éd. Círculo de Bellas Artes. 2018.
- Libertad de excepción de plusieurs auteurs, éd. Pages Editors. 2018.  (ISBN 978-8413030135).
- Théorie de l'art de la performance de Abel Azcona, éd. Museo Roca Umbert. 2018.
- Pratique de l'art de la performance de Abel Azcona, éd. Museo Roca Umbert. 2018.
- Abel Azcona 1988-2018 Préface de Tania Bruguera et Pussy Riot, éd. MueveTuLengua. 2019.  (ISBN 978-8417284527).
- Abel Azcona, art, action et rébellion, éd. Sant Fruitós de Bages. 2019.  (ISBN 978-8409100040).
- Petites pousses de Abel Azcona, éd. Dos Bigotes. 2019.  (ISBN 9788494967443).
- Acte de désobéissance de Abel Azcona, éd. Milenio. 2019.  (ISBN 978-8497438643).